# Namakura
Le namakura est une langue océanienne parlée au Vanuatu par 3 750 locuteurs dans le nord d’Éfaté ainsi que dans les îles Shepherd (principalement Tongoa et Tongariki). Il est également appelé makura ou namakir et possède plusieurs dialectes : Tongoa, Tongariki, Buninga, Makura et Mataso.